# Progressieve openbaring
Progressieve openbaring is een van de leringen van het bahai-geloof die beschrijft dat religieuze waarheid geleidelijk door God wordt onthuld en cyclisch is in de tijd door een serie goddelijke boodschappers en dat de leringen zijn afgestemd op de behoeften van de tijd en de plaats van hun verschijning. Zo erkennen de bahai-leringen de goddelijke oorsprong van de verschillende wereldreligies als verschillende stadia in de geschiedenis van één godsdienst, terwijl de openbaring van Bahá'u'lláh wordt gezien als de meest recente (maar niet de laatste, er zal nooit een laatste zijn) en dus het meest relevant is voor de moderne samenleving.
Deze lering is een interactie van eenvoudiger leringen en hun implicaties. Het concept heeft betrekking op de bahai-visie op Gods essentiële eenheid en de aard van de profeten, aangeduid als manifestaties van God. Het is ook gerelateerd aan bahai-standpunten over het doel en de aard van godsdienst, wetten, cultuur en geschiedenis. Goddelijke openbaring wordt gezien als geleidelijk, ononderbroken en onophoudelijk.
De opvatting van progressieve openbaring werd in de islamitische context van de stichting van de bahai-religie als ketters beschouwd. Immers, de islam verkondigt dat de Koran de volledigste en laatste onthulling van God is. Desondanks verklaren de bahai-aanhangers dat hun doel eenvoudigweg God kennen en liefhebben is. Gebed, vasten en meditatie zijn middelen daartoe. Hun doel is om deze eenvoudige boodschap van eenheid over te brengen aan de wereld.